# Брянск (Могилёвская область)
Брянск (бел. Бранск) — деревня в Кричевском районе Могилёвской области Беларуси. Входит в состав Ботвиновского сельсовета.

## География
Деревня находится в северо-восточной части Могилёвской области, в пределах Оршанско-Могилёвской равнины, к югу от железнодорожной линии Могилёв — Рославль, на расстоянии примерно 9 километров (по прямой) к западу-северо-западу (WNW) от Кричева, административного центра района. Абсолютная высота — 176 метра над уровнем моря.
Климат деревни характеризуется как влажный континентальный (Dfb в классификации климатов Кёппена).